# Hila (Berg)
Der Hila ist eine Erhebung in der osttimoresischen Gemeinde Bobonaro. Er liegt im Zentrum des Sucos Cowa (Verwaltungsamt Balibo), im Osten der Aldeia Mane Hat und hat eine Höhe von 391 m. Der Hügel ist relativ flach. Nördlich liegt das Dorf Fatukbelak an der Hauptstraße des Sucos.